# Pharoahe Monch
Troy Donald Jamerson, művésznevén Pharoahe Monch (New York, 1972. október 31.) amerikai rapper, az Organized Konfusion hiphopegyüttes tagja.

## Diszkográfia

### Stúdióalbumok
- Internal Affairs (1999)
- Desire (2007)
- W.A.R. (We Are Renegades) (2011)
- PTSD: Post Traumatic Stress Disorder (2014)

### Kislemezek
- The Awakening (2006)
- Lost In Translation (2015)

### Mixtape-ek
- Simon Says (1999)
- The Light (2000)
- Push (2006)
- Desire (2007)
- Body Baby (2007)
- Shine (2010)
- Clap (One Day) (2011)
- Black Hand Side (2011)
- Assassins (2011)
- Damage (2012)
- Bad M.F. (2012)